# Жаржайло Михайло
Михайло Жаржайло (нар. 7 квітня 1988, Рівне) — український поет, перформер, організатор мистецьких акцій.

## Біографія
Михайло Жаржайло, родом з Рівного, мешкає та працює у Львові, Києві.

Ще в середній школі Михайло Жаржайло пробував писати фантастичні романи, а в старшій — вірші. Регулярно почав писати у 17-18 років, після переїзду з Рівного до Києва на навчання, і майже одразу — верлібри. Про верлібр говорить так: 
|  | Верлібр – набагато людяніша форма поезії, як виявилося. Він зручніший як для роботи над ним, так і для споживання тексту читачем, це – так. Але слів, які римуються, у будь-якій мові набагато менше, ніж самих слів. Таким чином, без рими можна висловитися сильніше, поглибити сенс, або ж навпаки – ще більше його витіснити за сторінки. |

Двічі ставав лауреатом літературного конкурсу видавництва «Смолоскип»: 2011 року отримав третю премію конкурсу номінації «Поезія» за збірку віршів «Фотографувати сни», у 2012 — другу премію за збірку «Міліція карми». 2014 року збірка «Міліція карми» вийшла друком у «Смолоскипі», в наступні роки відбулися презентації книги у Рівному, Івано-Франківську, Луцьку, Вінниці, Чернівцях, Києві та Львові.
Друга поетична збірка, «Неприпустимі символи», вийшла у харківському видавництві kntxt. «У цій збірці я часто ставлю навіть самого себе перед неможливим вибором трактування», — говорить автор. — «Можливо, для когось метафори та іносказання — це неправда і брехня. Але час такий, що якими простими словами не говорили б, скажімо, політики і так далі — ми не дізнаємося всієї картини. Потрібно весь час вдаватися самостійно, самостійно вивчати систему координат».
Також Михайло виступав співорганізатором візуально-поетичного проекту «Найдальша кімната» (2012 р.), літературного шоу «Сусідня кімната» (2013 р.), поетичних читань, присвячених Чарльзу Буковскі «Buk's not dead» (2014 р.) та Марціну Свєтліцькому «Вірші про водку і папіроси…» (2012 р.), а пізніше акцій «Окультурення графоманії» (2016), «Petripoetry» (2017), «БІОС» (2018).
Друкувався в кількох поетичних антологіях (див. розділ Бібліографія), а також в журналах «ШО», «Однокласник», «Воздух», «Маладосць», на онлайн-порталах Litcentr, Soloneba, Radar, Salon Literacki, Helikopter, в українській та зарубіжній онлайн-періодиці.
Брав участь у багатьох літературних заходах і фестивалях — «Форум видавців», «Meridian Czernowitz», «Бандерштат», «ЗАХІД», «Молода республіка поетів», «СУП», «Трипільське коло», «Гогольfest», «Гоголівка», «Йогансенфест», «De Libertate», «Київські Лаври», «Artgnosis», «Запорізька книжкова толока», Kyiv poetry week, онлайн-фестиваль «Не тут», Translatorium, «Березневі коти», Bouquet Kyiv Stage, Contemporary Ukrainian Poetry Festival та інші.
Окремі вірші перекладалися польською, німецькою, англійською, іспанською, російською, білоруською та івритом.
За віршами Михайла поставлено мінівиставу «Ріка мертвого генерала» у виконанні львівського театру «Склад 2'0» (2015).
Співзасновник медіапоетичного гурту AETHER: mediacollaboration in real time (2016). До творчого об'єднання крім Жаржайла входять письменниця і перекладачка Ірина Загладько, музикант Юрій Булка та художник Роман Гайдейчук. З 2016 по 2019 рік гурт провів спільно одинадцять мультимедійних поетичних перформансів у Львові, Чернівцях, Івано-Франківську, на яких поєднувалися створені учасниками гурту поезії, відео та музика.
Співперекладач книги Дмитра Кузьміна «Ковдри не передбачені» («Крок», 2018).
Працює над проєктом «Блекаути Конституції» (з 2018), що має перемогу в конкурсі Power of Young від Publicis Groupe у номінації «Концептуальна комунікація». У 2020 брав участь в онлайн-резиденції AIRO від Coldbench і груповій виставці, що присвячена солідарності митців у боротьбі з пандемією Covid-19. Упродовж кількох років входить до складу журі Міжнародного поетичного конкурсу «Гайвороння».